# 4549 Буркгардт
4549 Буркгардт (4549 Burkhardt) — астероїд головного поясу, відкритий 29 вересня 1973 року.
Тіссеранів параметр щодо Юпітера — 3,486.
Названий на честь німецького астронома Гернота Буркгардта.